# Jaume Serra
|  | Aquest article tracta sobre el pintor. Vegeu-ne altres significats a «Jaume Serra i Húnter». |

Jaume Serra (segle xiv) fou un pintor català d'estil italo-gòtic.

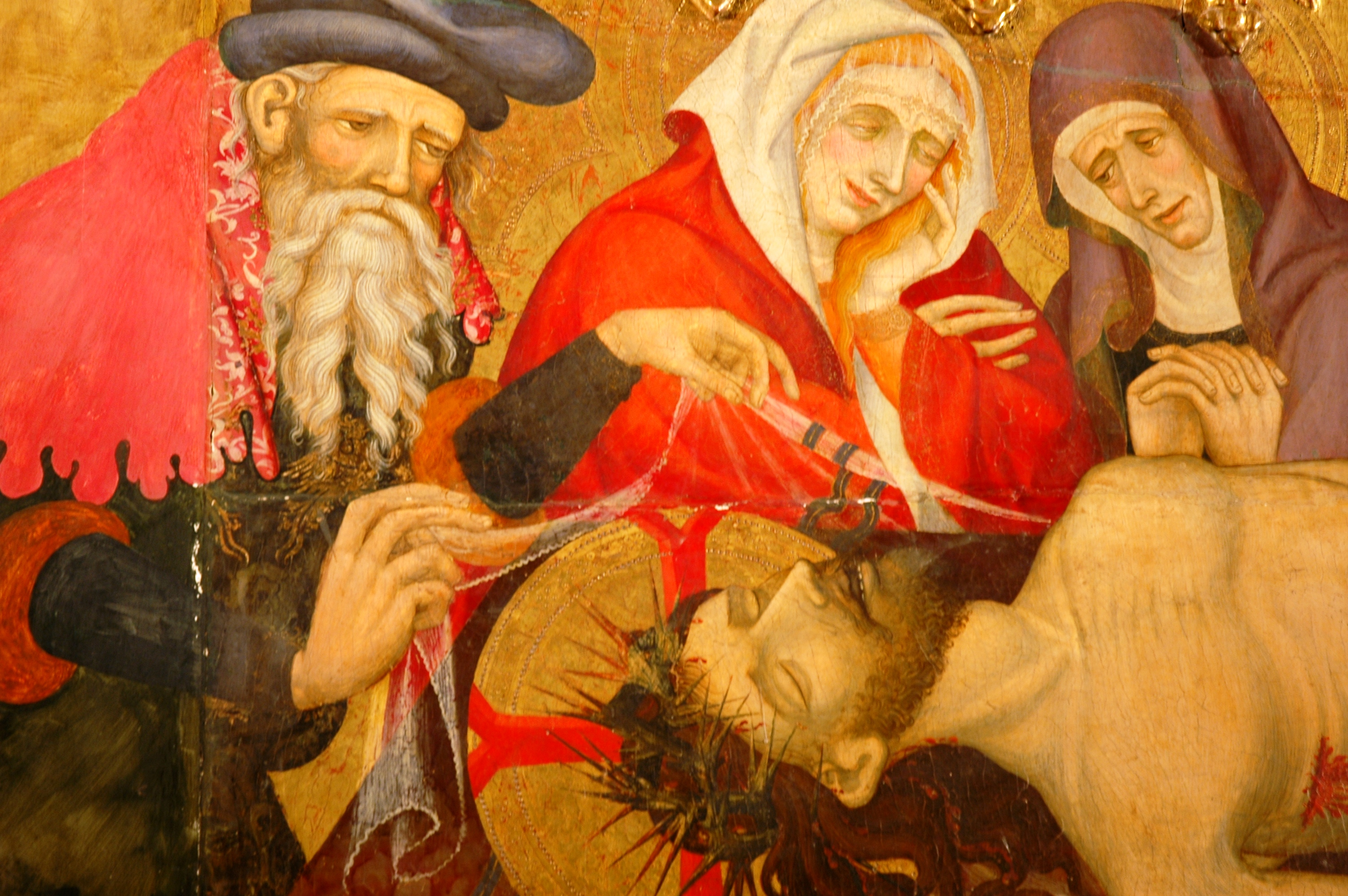
Detall del retaule del Sant Esperit, de Jaume Serra, a la Seu de Manresa

Va estar associat amb Bartomeu Bassa, fill de Ferrer Bassa, l'introductor de l'estil italo-gòtic de l'escola senesa. Amb ell va contractar el 14 de desembre de 1358 la pintura d'un tabernacle, una imatge de sant Miquel i dos retaules per a la ciutat de Cardona. El 21 de gener de 1366, Bartomeu va avalar Jaume en el compromís adquirit per pintar el retaule major del monestir gironí de Sant Pere de Galligants.
Provenia d'una família de pintors actius a Catalunya al segle xiv. També foren pintors els seus germans Pere, Francesc i Joan. Els germans Serra van conrear l'anomenat estil italo-gòtic, d'influència especialment sienesa, com era típic del segle xiv català. Realitzaven figures petites, estilitzades, d'ulls ametllats i boca petita. Jaume va difondre un model de Verge de la Humilitat, lactant, asseguda al sòl amb donant a un costat, de caràcter funerari.

## Obra
Jaume Serra col·laborà amb els seus germans en la realització de:
- Retaule de la Mare de Déu de Sixena (Osca), avui al MNAC.[4]
- Retaule de la Nativitat, Epifania i Resurrecció, al Musée des Arts Décoratifs de París.[5]

A Jaume se li atribueixen:
- El Retaule de la Verge del convent del Sepulcre de Saragossa, conservat al Museu de Saragossa.
- El Retaule de fra Martí d'Alpartil, també exposat al Museu de Saragossa.
- La Verge de Tobed (Col·lecció particular a Saragossa). Apareix com a donant el rei Enric II de Castella, al costat de la reina Joana Manuel de Castella i la seva filla Elionor de Castella, nascuda l'any 1362.
- El Retaule de Sant Esteve de Gualter del monestir de Santa Maria de Gualter, conservat al MNAC.[6]
- Un Calvari procedent d'un retaule no identificat, datat entre 1375-1385, incorporat al MNAC dins la Col·lecció Antonio Gallardo.[7]
- Una Mare de Déu amb Nen i àngels datat entre 1375-1385, incorporat al MNAC dins la Col·lecció Antonio Gallardo.[8]